# Schlacht von Julianstown
Die Schlacht von Julianstown war eine kriegerische Auseinandersetzung während der irischen Rebellion im November 1641 in der Stadt Julianstown (südlich der Stadt Drogheda).
Die irischen Rebellen, angeführt von Phelim O’Neill, kamen von der Provinz Ulster aus nach Süden in Richtung Dublin, um die Hauptstadt einzunehmen. Regierungstruppen aus Dublin, die überhastet aufgestellt wurden und weitgehend unausgebildet waren, wurden ihnen entgegengesandt. Beide Seiten trafen bei Julianstown aufeinander. Während die irischen Soldaten unter Kriegsgeschrei auf die englischen Truppen losstürmten, versuchten diese mit Salven die Rebellen aufzuhalten, gerieten jedoch in Panik, als sie merkten, dass sie dies nicht schafften. Viele englische Soldaten warfen daraufhin ihre Gewehre weg und rannten davon – die übrig gebliebenen Soldaten wurden entweder gefangen genommen oder getötet. Eine Quelle dieses Kampfes behauptet, dass die irischen Truppen die Iren in der englischen Armee verschonten, die Schotten bzw. Engländer aber alle töteten.
Die Konsequenzen dieses Scharmützels waren ungleich höher als die eigentliche militärische Bedeutung. Der Sieg der Rebellen ließ dieses weitaus stärker dastehen, als sie tatsächlich waren, und half die Rebellion auf das restliche Irland auszuweiten. Dies führte indirekt auch zum Ausbruch des englischen Bürgerkriegs und zur Bildung der Konföderation Irland.